# Prinzip der fiskalischen Äquivalenz
Das Prinzip der fiskalischen Äquivalenz ist ein Begriff aus der Finanzwissenschaft. Es geht um die staatliche Umverteilung von Geldern und zeigt auf, wie diese ökonomisch sinnvoll umverteilt werden können. Es folgt dem ökonomischen Prinzip der Leistungsgerechtigkeit.

## Erklärung

### Hintergrund
In einem Staat stellt sich oft die Frage nach der Berechtigung fiskalischer Umverteilung. Wenn beispielsweise eine Stadt Fördergelder vom Bund erhalten möchte, muss diese Umverteilung sinnvoll legitimiert werden, damit nicht jede Stadt beliebig Anspruch auf solche Förderungen erheben kann. Das Prinzip der fiskalischen Äquivalenz klärt, ob und in welcher Höhe eine Zuweisung zu bestimmten Zwecken gerechtfertigt ist.

### Rechtfertigung
Wenn eine lokale, staatlich bereitgestellte Leistung positive externe Effekte („Spillovers“) erzeugt, dann ist es gerechtfertigt, dass umliegende oder übergeordnete Körperschaften diese Leistungen mitfinanzieren.
Allerdings profitieren nicht nur die umliegenden Körperschaften, sondern auch der Anbieter der Leistung von dieser. Das Prinzip der fiskalischen Äquivalenz besagt, dass der Eigenbeitrag des Anbieters zu der Finanzierung der Leistung, seinem eigenen Nutzen entsprechen sollte.

### Beispiel
Eine städtische Schule erzeugt in der Regel positive externe Effekte, denn die Schüler könnten nach ihrer Ausbildung in das Umland umziehen, wodurch auch umliegende Städte von der Ausbildung profitieren könnten. Deshalb wird die betreffende Stadt die Kosten für die Schule nicht alleine tragen, sondern wird von übergeordneten Instanzen (Kreis, Land, Bund) finanziell unterstützt. Allerdings sollte nach dem Prinzip der fiskalischen Äquivalenz die Stadt einen Teil der Kosten mittragen, da nicht alle Schüler wegziehen werden, sondern ein gewisser Teil auch in der Stadt bleiben wird. Idealerweise sollte demnach der Kostenanteil der Stadt genau dem Nutzen entsprechen, der ihr aus der Schule verbleiben wird.

## Probleme
Grundsätzlich ist es sehr schwierig, genau abzuschätzen, welches Gebiet von welcher staatlichen Leistung wie viel profitieren wird. Deshalb kommt es in der Politik oft zu Auseinandersetzungen über die Finanzierungsanteile öffentlich bereitgestellter Leistungen.